# コイヨリッティ

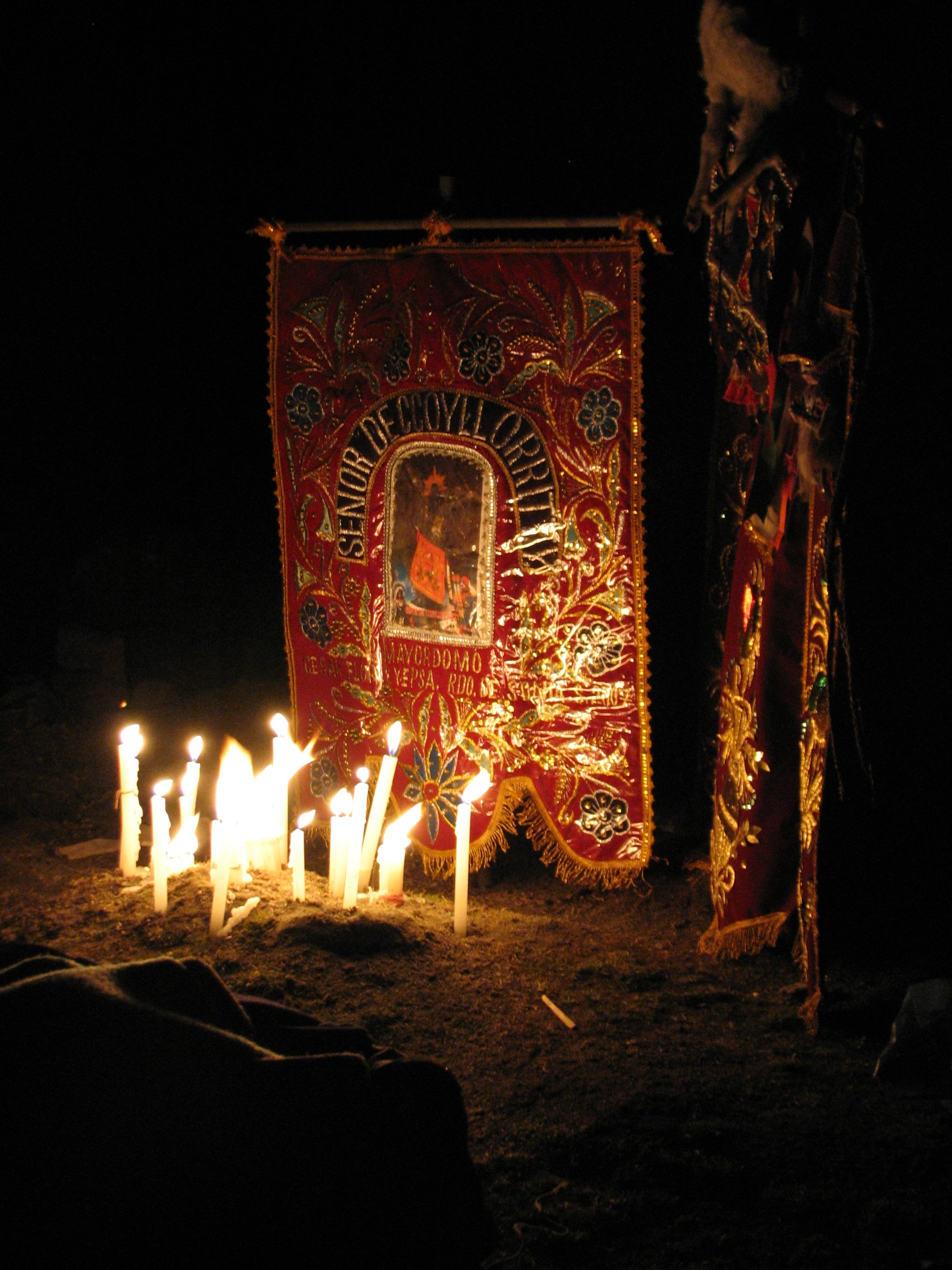
コイヨリッティの夜の照明

コイヨリッティ (Quyllurit'i)、またはクイヨリッティ (Ccoilluritti) は、南米のペルーのクスコで盛んな祭または巡礼である。語源はケチュア語であるため、スペイン語における綴りは一定しない。
スペイン語のフルネームはEl Señor de Quyllurit'i。「Señor」は神、「Quyllu」は里、「Rit'i」は雪と訳される。英語でLord of White Snowと呼ばれている。
2011年に無形文化遺産候補になった。

## 歴史
1780年頃、カトリック教会の影響が始まる。もともとインカ文明の祭りだった。

## 巡礼
アンデス山脈のアウサンガテ山の山中で行う。標高は6,384m。何十万の人々が集まる。近くの地域の人が巡礼をしに来る。近年、参加者と観光客が増加傾向にある。

## 日程
2011年は6月16日から6月23日。毎年変わる。

## 代表的なダンス

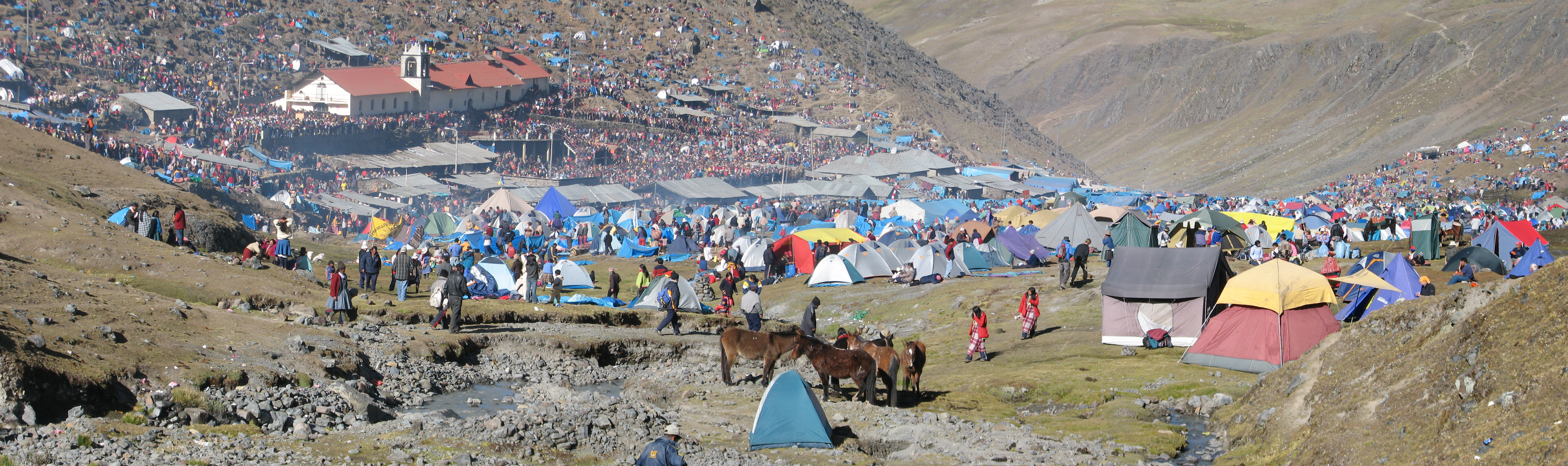
お祭りの遠景

- Capac Q'olla カパク コリャ
- Ukuku ウクク
- Ch'unchu チュンチュ